# Moi aussi je peux
Pour les articles homonymes, voir Moi.
Pour plus de détails, voir Fiche technique et Distribution.
Moi aussi je peux (en persan : من هم مى توانم, Man ham Mitounam) est un court métrage iranien écrit et réalisé par Abbas Kiarostami, sorti en 1975.

## Synopsis
De jeunes garçons regardent des films d'animation montrent les capacités de différents animaux. L'un d'eux réagit régulièrement en affirmant : « Moi aussi je peux ». Il reproduit ensuite les actions : sauter, ramper, creuser, courir...

## Fiche technique
- Titre : Moi aussi je peux
- Titre original : من هم مى توانم (Man ham mitounam)
- Réalisation et scénario : Abbas Kiarostami
- Pays de production :  Iran
- Langue originale : persan
- Format : couleur
- Genre : court métrage en partie animé
- Durée : 4 minutes
- Date de sortie : 
  - Iran : 1975

## Distribution
- Kamal
- Ahmad